# أحمد محمودي
أحمد محمودي (بالفارسية: احمدمحمودى) (بالفارسية: احمد محمودی)، قرية في ناحية جويم (بالفارسية: بخش جويم)، قسم هرم الريفي، مقاطعة لارستان، محافظة فارس، إيران. يبلغ عدد سكانها حسب إحصاء عام 2006 ميلادية 1,078 نسمة في 221 عائلة.